# FANKS the LIVE
『FANKS the LIVE』（ファンクス・ザ・ライブ）は、日本の音楽ユニットTM NETWORKが1989年8月21日、同年9月21日、10月21日に連続してリリースしたライブ映像作品。VHSでリリースされており、2004年5月19日にはDVDで3作同時に再リリースされている。2018年10月3日には『FANKS CRY-MAX』のみ2018 REMASTERとなり、Blu-ray（FANKS the LIVEでは初）とDVDで、2曲追加のリマスター版が発売された。

## メンバー
- 小室哲哉：キーボード・コーラス
- 宇都宮隆：ボーカル・ギター
- 木根尚登：ギター・キーボード・コーラス

## サポートメンバー
- 松本孝弘：ギター(1,2,3)
- 日詰昭一郎：ベース(1,2)
- 山田亘：ドラムス(1,2)
- 阿部薫：ドラムス(3)

## 解説
「FANKS CRY-MAX」は1987年6月24日に行われたライブ、「KISS JAPAN DANCING DYNA-MIX」は1988年3月15日に行われたライブ、「CAMP FANKS!! '89」は1989年8月29日に行われたライブ模様をそれぞれ収録している。
近年発売されているライブDVD(VHS)と違い、一公演丸ごとの映像ではなく部分的に編集されたものとなっており、そのため曲間が途切れたり、また途中から始まったりとドキュメンタリー的な内容である。
2004年4月21日にリリースされた『CAROL the LIVE』にも同名の「CAMP FANKS!! '89」が収録されているが、こちらとは収録日時が異なっている。
ちなみに「CAMP FANKS!! '89」はVHS版とLD版では少しカメラワークが変わっている所が数箇所存在する。
「FANKS the LIVE 4」は非売品の映像作品となっており、キャンペーンの応募で当たる景品となっていた。なお、1〜3までは2004年5月19日にDVDで再発されているが、4については現在でも未発売となっており、入手は非常に困難である。

## 収録曲

### FANKS the LIVE 1 FANKS CRY-MAX
1987年6月24日日本武道館にて行われたライブ映像である。本作に収録されている「Self Control」は、シングル「KISS YOU」のカップリング曲「SELF CONTROL (方舟に曳かれて) ～VERSION "THE BUDOHKAN"～」として収録されており、また「Get Wild」はCD-BOX『WORLD HERITAGE DOUBLE-DECADE COMPLETE BOX』（2004年）に同梱されている『ALL the “Get Wild” ALBUM』に収録されている。2018年10月3日には、オリジナルには収録されなかった「Dragon The Festival」「Nervous」の2曲を追加収録し、グレードアップしてBlu-rayとDVDで発売された。2022年にはLIVE HISTORIAで「Don’t Let Me Cry」「Ipanema ‘84」が音源化された。
全編曲：小室哲哉
1. Get Wild
  - 作詞：小室みつ子　作曲：小室哲哉
2. Don't Let Me Cry
  - 作詞：神沢礼江　作曲：小室哲哉
3. Ipanema '84
  - 作詞：西門加里　作曲：小室哲哉・木根尚登
4. Maria Club
  - 作詞：小室哲哉　作曲：小室哲哉・木根尚登
5. Dragon The Festival
  - 作詞・作曲：小室哲哉
  - ※2018年10月3日のBlu-ray Disc・リマスター版及びDVD再発版のみ曲順が繰り上げられている。
6. Nervous
  - 作詞：川村真澄　作曲・編曲：小室哲哉
  - ※2018年10月3日のBlu-ray Disc・リマスター版及びDVD再発版のみ収録。映像内容は非売品である「FANKS the LIVE 4」に収録されている同曲と同じもの。
7. Self Control
  - 作詞：小室みつ子　作曲：小室哲哉
8. Electric Prophet
  - 作詞：小室哲哉　作曲：小室哲哉・木根尚登
9. Fool On The Planet
  - 作詞：小室みつ子　作曲：木根尚登
10. Dragon The Festival
  - 作詞・作曲：小室哲哉
  - ※2018年10月3日以前の発売バージョンでは曲順がラストになっていた。

### FANKS the LIVE 2 KISS JAPAN DANCING DYNA-MIX
1988年3月15日代々木オリンピックプールにて行われたライブ映像である。このツアーを最後に、ベースの日詰昭一郎、ドラムスの山田亘がサポートから離れた。
全編曲：小室哲哉
1. OPENING
2. Be Together
  - 作詞：小室みつ子　作曲：小室哲哉
3. Resistance
  - 作詞：小室みつ子　作曲：小室哲哉
4. Kiss You
  - 作詞：小室みつ子　作曲：小室哲哉
5. Telephone Line
  - 作詞：小室みつ子　作曲：木根尚登
6. Time Passed Me By
  - 作詞：小室みつ子　作曲：木根尚登
7. Children Of The New Century
  - 作詞：小室みつ子　作曲：小室哲哉
8. Human System
  - 作詞：小室みつ子　作曲：小室哲哉
9. You Can Dance
  - 作詞：西門加里　作曲：小室哲哉

### FANKS the LIVE 3 CAMP FANKS!! '89
1989年8月29日横浜アリーナにて行われたライブ映像である。ちなみに『CAROL the LIVE』に収録されている「CAMP FANKS!! '89」は翌日8月30日の同じく横浜アリーナでのライブ映像となっている。このツアーから阿部薫がドラムスとして加入。松本孝弘はサポートメンバーとしてはこのツアーの参加が最後となっている。
全作編曲：小室哲哉
1. CAROL FINAL
  - 作曲・編曲：小室哲哉
2. Just One Victory
  - 作詞・作曲・編曲：小室哲哉
3. Nervous
  - 作詞：川村真澄　作曲・編曲：小室哲哉
4. Kiss You
  - 作曲・編曲：小室哲哉
5. Come On Everybody
  - 作詞・作曲：小室哲哉　編曲：ナイル・ロジャース・アンドレス・レビン
6. Don't Let Me Cry
  - 作詞：神沢礼江　作曲：小室哲哉
7. Kiss You (Kiss Japan)
  - 作詞：小室みつ子　作曲：小室哲哉　編曲：バーナード・エドワーズ
8. Rainbow Rainbow
  - 作詞：西門加里　作曲・編曲：小室哲哉
9. Kiss You (Kiss Japan)
  - 作詞：小室みつ子　作曲：小室哲哉　編曲：バーナード・エドワーズ
10. Be Together
  - 作詞：小室みつ子　作曲・編曲：小室哲哉
11. Come on Let's Dance (Dance Supreme)
  - 作詞：神沢礼江　作曲：小室哲哉　編曲：ナイル・ロジャース・グレッグ・スミス
12. Be Together
  - 作詞：小室みつ子　作曲・編曲：小室哲哉
13. Get Wild '89
  - 作詞：小室みつ子　作曲：小室哲哉　編曲：ピート・ハモンド
14. Dive Into Your Body
  - 作詞：小室みつ子　作曲・編曲：小室哲哉
15. Just One Victory
  - 作詞・作曲・編曲：小室哲哉
16. 1974
  - 作詞：西門加里　作曲・編曲：小室哲哉

### FANKS the LIVE 4 FANKS
1〜3までの各未収録曲のライブ映像となっている。
1. Nervous (FANKS CRY-MAX)
  - 作詞：川村真澄　作曲・編曲：小室哲哉
2. All-Right All-Night (KISS JAPAN DANCING DYNA-MIX)
  - 作詞：小室みつ子　作曲・編曲：小室哲哉
3. Confession 〜告白〜 (CAMP FANKS!! '89) 
  - 作詞：西門加里　作曲：木根尚登